# Frank Smithies
Frank Smithies   (Edimburg, 10 de març de 1912 - Cambridge, 16 de novembre de 2002) va ser un matemàtic escocès.
Fill d'un enginyer, sindicalista amb fortes idees socialistes, Smithies va començat la seva escolarització el 1917, però la seva inquietud i la seva mala salut van fer que fracassés. Afortunadament, un comerciant de llana retirat, W.H. Roberts, amb una gran passió per l'ensenyament, el va admetre en la seva escola informal (no tenia més de sis alumnes) sense cobrar, ja que els seus pares tampoc podrien haver pagat perquè el seu pare era a les llistes negres de totes les empreses per les seves activitats sindicals. El 1927, quan van considerar que estava preparat, va fer l'examen d'ingrés a la universitat d'Edimburg amb èxit. En graduar-se, el 1931, va obtenir una beca per continuar estudis al St. John's College de la universitat de Cambridge, en la qual va obtenir el doctorat sota la direcció de Godfrey Harold Hardy el 1936. Els dos cursos següents va ampliar estudis a l'Institut d'Estudis Avançats de Princeton, on va coincidir amb Ralph Boas, amb qui va publicar un article irònic-científic sobre la teoria matemàtica de la caça del lleó, sota el pseudònim de H. Pétard.
El 1938, en retornar al seu país, va ser professor al St. John's College, però la seva activitat acadèmica es va interrompre per la Segona Guerra Mundial, quan va estar treballant pel Ministeri de Subministraments (1940-1945). El 1945 va reprendre la seva carrera acadèmica a la universitat de Cambrdige, de la quel es va retirar el 1979. Després de retirar-se es va dedicar a cultivar la història de les matemàtiques, un tema que sempre li havia interessat i pel que no havia mai disposat de temps, arribant a publicar una important monografia sobre els orígens de l'anàlisi complexa en l'obra de Cauchy (1989).